# Round-robin DNS
Round Robin DNS je technika rozložení zátěže, Vyvažování zátěže nebo poruchy toleranci položek více redundantních služeb hostitele Internet Protocol, např.: webový server, FTP servery, řízením Domain Name System (DNS) reakce a tím řešit požadavky z klientských počítačů podle vhodného statistického modelu.
Ve své nejjednodušší implementaci Round-Robin DNS funguje tak, že reaguje na požadavky DNS a to nejen s jedinou IP adresou ale se seznamem IP adres několika serverů, které jsou hostiteli stejné služby. Pořadí, ve kterém se vrací IP adresy ze seznamu je základem pro termín round robin. Při každé odpovědi DNS, sekvence IP adres v seznamu je permutovaná. Obvykle se IP klienti pokusí o spojení s první adresou vrácenou s DNS dotazem, takže na různé pokusy o připojení, klient obdrží službu od různých poskytovatelů, tak se rozděluje celková zátěž mezi servery.
Neexistuje žádný standardní postup pro rozhodování o tom, která z těchto adres se použije, několik řešení se pokouší do seznamu znovu upřednostnit číselně "bližší" sítě. Někteří klienti desktopů vyzkouší alternativní adresy po připojení s časovým limitem 30 do 45 sekund.
Round Robin DNS se často používá k rovnoměrnému načtení požadavků mezi mnoha webovými servery. Například společnost má jeden název domény a tři identické kopie stejné webové stránky s umístěním na třech serverech s třemi různými IP adresami. Když jeden uživatel přistupuje na domovskou stránku bude odeslána na první IP adresu.Druhý uživatel, který přistupuje na domovskou stránku bude zaslán na další IP adresy, a třetí uživatel bude zaslán na třetí IP adresu. V každém případě, jakmile je IP adresa je vydána, přejde se na konec seznamu. Čtvrtý uživatel tedy bude zaslán na první IP adresu a tak dále.

## Nevýhody
Ačkoli ho jde snadno implementovat, Round Robin DNS má problematické nevýhody, jako například ty, které vyplývají ze záznamu ukládání do mezipaměti v hierarchii DNS, stejně jako na straně klienta se ukládají do mezipaměti adresy a opakovaně se používají, tato kombinace může těžko řídit. Round Robin DNS by neměl spoléhat pouze na dostupnost služeb. Pokud se nezdaří služba na jedné z adres v seznamu, bude DNS nadále rozdávat adresy a klienti budou stále pokoušet dosáhnout nefunkční služby.
Také nemusí být nejlepší volbou pro vyrovnávání zátěže, neboť pouze střídá pořadí adresy a zaznamenává pokaždé název dotazovaného serveru. Neexistuje žádný ohled na čas transakce, zatížení serveru, zahlcení sítě, atd. Round Robin DNS vyvažování zátěže funguje nejlépe u služby s velkým počtem rovnoměrně rozmístěných připojení k serverům s rovnocennou kapacitou. Jinak to prostě rozkládá zatížení.
Existují způsoby překonání těchto omezení. Například modifikované DNS servery (jako lbnamed ), mohou průběžně zrcadlit servery pro dostupnost. Pokud server neodpoví, jak je požadováno, může server být dočasně odstraněn z poolu DNS, dokud nehlásí že je opět v provozu.